# Azmahar Ariano
Azmahar Aníbal Ariano Navarro (Panamaváros, 1991. január 14. –) panamai válogatott labdarúgó, a Tauro FC játékosa.

## Pályafutása

### Klubcsapatokban
Ariano számos panamai csapatban megfordult eddigi pályafutása során. 2014-ben egy évre kölcsönvette a Budapest Honvéd csapata, melynek színeiben egy bajnoki mérkőzésen lépett pályára.

### A válogatottban
2016 óta a panamai válogatott tagja.

#### Mérkőzései a panamai válogatottban
| #  | Dátum              | Ellenfél | Eredmény | Kiírás                          | Esemény |
| -- | ------------------ | -------- | -------- | ------------------------------- | ------- |
| 1. | 2016. október 11.  | Mexikó   | 0 – 1    | barátságos mérkőzés             |         |
| 2. | 2017. január 13.   | Belize   | 0 – 0    | Copa Centroamericana csoportkör |         |
| 3. | 2017. október 24.  | Grenada  | 5 – 0    | barátságos mérkőzés             | 46'     |
| 4. | 2019. október 15.  | Mexikó   | 1 – 3    | CONCACAF Nemzetek Ligája        | 80'     |
| 5. | 2019. november 15. | Mexikó   | 0 – 3    | CONCACAF Nemzetek Ligája        | 85'     |